# Prochorus

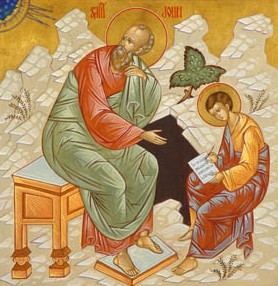
Johannes und Prochorus

Prochorus wird in der Apostelgeschichte (Apg 6,5 ) zu den Sieben Diakonen der Jerusalemer Urgemeinde gezählt. Sein Name entstammt dem Griechischen und bedeutet „Vortänzer“.
Nach der Überlieferung war Prochorus hellenistischer Herkunft. Petrus habe ihn später als Bischof von Nikomedia in Bithynien eingesetzt; zwischenzeitlich sei er als Sekretär des Apostels Johannes tätig gewesen. Nach seiner Rückkehr nach Nikomedia soll Prochorus das Martyrium erlitten haben. Sein Gedenktag ist in der katholischen und in der orthodoxen Kirche der 28. Juni.